# Margaretha Engström
För konstnären och tecknaren född 1935, se Margareta Engström
Margaretha Engström, folkbokförd Elisabeth Margareta Engström, under en tid Nilsson, född 27 september 1950 i Överkalix församling, Norrbottens län, är en svensk journalist.
Margaretha Engström, som är dotter till Gösta Engström och Berit, ogift Arvidsson, växte upp i Gislaved. Hon kom till Smålands-Tidningen i Eksjö i början av 1970-talet och var verksam där under ett tjugotal år, senast som redaktionschef under tiden 1986–1994.
Sedan fortsatte karriären, bland annat som chefredaktör på Motala Tidning, som under hennes styre tog hem Stora Journalistpriset, och på Nerikes Allehanda i Örebro. Hon var sedan chefredaktör och ansvarig utgivare för Ystads Allehanda under elva år fram till 2009. Engström satt i juryn för Stora journalistpriset 1999–2001.
Margaretha Engström gifte sig första gången 1973 med fotografen Åke Nilsson (född 1950) och andra gången med Björn Ottersen (född 1951).